# Silvia Di Pietro
Silvia Di Pietro, född 6 april 1993, är en italiensk simmare. 

## Karriär
Di Pietro tävlade i två grenar (50 meter frisim och 4 x 100 meter frisim) för Italien vid olympiska sommarspelen 2016 i Rio de Janeiro.
I december 2023 vid kortbane-EM i Otopeni var Di Pietro en del av Italiens kapplag som tog guld på 4×50 meter mixed medley samt silver på 4×50 meter frisim, 4×50 meter medley och 4×50 meter mixed frisim.